# الجامعة المحمدية في ماغيلانغ
الجامعة المحمدية في ماغيلانغ (بالإنجليزية: Muhammadiyah University of Magelang)‏ هي منطقة سكنية تقع في إندونيسيا في جاوة الوسطى.